# Šest parov klobas
Šest parov klobas je krajše prozno besedilo Josipa Jurčiča. Delo je izšlo v časopisu Slovenski narod dne 5. marca leta 1878.

## Vsebina
Oče Perčevega Jerneja je bil že šestdeset let star, a dokler je še lahko delal, ni hotel sinu predati gospodarstva. Ko pa je zbolel in obležal za več tednov, mu je sin dobro vodil kmetijo. Stari se je zamislil, če le ne bi dal sinu posestva. 
Kmalu je sina povprašal, če še hodi od maše domov s Pestnikovim dekletom. Sin mu odgovori, da je to resnica in da se bo z njo poročil, četudi bo moral za denar po svetu iti. Oče pa se je kljub nekoliko jeznim besedam odločil sinu prepustiti posle in mu omogočiti poroko. 
Kmalu zatem so pri notarju urejali doto in kar gre očetu. Ko so prišli do dela, kaj bo stari dobil za praznike, si je za božič, pust in veliko noč zaželel po dva para klobas - torej šest parov skupaj. A sin mu hoče dati le štiri pare. Očeta ta varčnost tako razburi, da se odloči, da s poroko in dediščino ne bo nič. In Jernej je zaradi teh šestih parov ostal neporočen.